# 懷爾德卡特鎮區 (堪薩斯州賴利縣)
懷爾德卡特鎮區（英語：Wildcat Township）是位於美國堪薩斯州賴利縣的一個行政鎮區。

## 地方資料
懷爾德卡特鎮區的面積為76.44平方千米，當中陸地面積為76.36平方千米，而水域面積為0.08平方千米。根據2010年美國人口普查的數據，當地共有人口885人，而人口密度為每平方千米11.58人。

## 外部連結
- US-Counties.com
- City-Data.com （页面存档备份，存于）